# Ingusci
Gli ingusci (in russo ингуши?, inguši; in inguscio гIалгIай, ğalğaj) sono un gruppo etnico della Federazione Russa insediato nel Caucaso (soprattutto nella Ciscaucasia), per un totale di circa 500 000 persone che praticano il sufismo. Da essi prendono il nome la lingua inguscia, una lingua caucasica nordorientale, e l'Inguscezia, una repubblica autonoma della Federazione Russa.
Nella loro lingua gli Ingusci si chiamano ğalğaj ("abitanti della fortezza", da ğal "fortezza" e ğaj "abitanti"). Gli Ingusci sono soprattutto musulmani sufi e parlano l'Inguscio. Nonostante una diffusa credenza, l'inguscio non è affatto simile al ceceno, nonostante le due lingue provengano da un ceppo comune. Il popolo inguscio e quello ceceno sono insieme chiamati Vainachi.

## Religione
Gli ingusci sono musulmani sufi delle confraternite islamiche Naqshbandi e Qadiriyyah.

## Origini
- 10000-8000 a.C. Migrazione degli antenati "linguistici" degli Ingusci dalla mezzaluna fertile alle montagne del Caucaso. Agricoltura, irrigazione, e allevamento di animali.[4]
- 6000-4000 a.C. Neolitico. La terracotta è conosciuta nella regione. Antichi insediamenti nei pressi di Ali-Yurt e Magas, scoperti in tempi recenti, hanno portato alla luce oggetti di pietra: scuri, pietre levigate, coltelli, pietre a cui erano stati praticati dei buchi, piatti d'argilla, ecc. Insediamenti costruiti con mattoni di terracotta sono stai rinvenuti nelle pianure. Tra le montagne vennero invece scoperti antichi centri messi insieme con pietre circondate da mura, alcune delle quali risalenti a prima dell'8000 a.C.[5]
- 4000-3000 a.C. Invenzione della ruota (3000 a.C.), addomesticamento dei cavalli, lavori in metallo (rame, oro, argento, ferro): piatti, corazze, pugnali, coltelli, punte di freccia. i manufatti sono stati rinvenuti presso Naser-Kort, Muzhichi, Yi-E-Borz (oggi Surkhakhi), Abi-Goo (oggi Nazran).[5]

## Storia
Dzurdzuk è il leggendario antenato del popolo Nakh, che comprende ingusci e ceceni. Il nome ghalghaj è diventato gelgai e infine galgai; il nome georgiano è glivi o gligvi. Gli Ingusci fanno risalire le proprie origini alla discendenza biblica di Togarmah.
Gli ingusci entrarono nell'orbita dell'Impero Russo nel 1810. Durante la seconda guerra mondiale vennero accusati di collaborazionismo con le truppe naziste e l'intero popolo venne deportato in Kazakistan e Siberia, il che causò la morte di una porzione della popolazione. Gli ingusci vennero poi riabilitai negli anni '50, dopo la morte di Stalin, e nel 1957 fu permesso loro di ritornare nelle proprie terre.

## Cultura
Gli ingusci possiedono un ampio patrimonio di tradizioni, leggende, miti, favole, canzoni, proverbi e detti. La musica, le canzoni e la danza sono tenuti in altissima considerazione. Tra gli strumenti popolari vi sono il dachick ponder (un tipo di balalaica), il kekhat ponder (una fisarmonica, solitamente suonata dalle ragazze), il mirz ponder (un violino a tre corde), la zurna (un tipo di oboe) e percussioni come il tamburello.